# China Lake Acres
China Lake Acres est une census-designated place du comté de Kern, dans l'État de Californie, aux États-Unis,. En 2020, elle compte une population de 1 757 habitants.